# 路障棋
路障棋（Entrapment），是Rich Gowell在1999年推出的兩人棋類遊戲。

## 棋具
- 9乘9方格棋盤，格間有溝槽。

- 每方各有三子，以顏色區分敵我。

- 每方二十五木片，長度為一棋格，頂端有作凹洞記號，以顏色區分敵我，稱為路障。

## 規則
- 先將各棋子輪流一枚放在任意空棋格，接放完後方使行棋。

- 每回合玩家有兩著，第一著必須動子，第二著可選任一動作之一，並且移動棋子可不同一枚。
  - 動子：以縱橫方向直移一己棋至空棋格一或二格，不可穿過任何棋子與敵方路障，但可以穿過己方沒被越過的路障。
    - 路障被穿過後，立即以底端朝上，並且不可再有任何棋子越過。

  - 放路障：放木片至任一空溝槽，需正對棋格邊，頂端朝上。

- 棋子四鄰邊皆被任何方路障，或/和敵方棋子所包圍，則立刻拿出棋盤不再使用。

- 消滅所有敵棋獲勝[1]。

## 外部連結
- 遊戲介紹 （页面存档备份，存于）
- 線上遊戲 （页面存档备份，存于）
- 遊戲下載